# Sluis (Tholen)
Sluis or De Sluis (51° 38′ N, 4° 06′ L) é uma cidade dos Países Baixos, na província de Zelândia. Sluis (Tholen) pertence ao município de Tholen, e está situada a 21 km, a noroeste de Bergen op Zoom.